# Broken Eyes
Broken Eyes è il sesto singolo del gruppo californiano Two Gallants ed è il primo estratto dall'album The Bloom and the Blight.

## Il singolo
Il singolo rappresentò il ritorno sulla scena musicale della duo band californiana dove mancavano dal 2007, ossia, dalla pubblicazione dell'album, omonimo, Two Gallants. Il singolo venne annunciato nel giugno del 2012 e precedette l'uscita dell'album di un mese.
La traccia venne pubblicato all'interno di un omonimo 45 giri contenente un altro inedito della band californiana chiamato "Dyin' Crapshooter's Blues".
La canzone, una lenta ballata country, è una dolce e sincera ode alla ragazza del protagonista, in onore di un amore idealmente infinito, anche se con la consapevolezza di come ogni cosa prima o poi giunga al suo termine.

## Tracce
1. Broken Eyes – 2:47
2. Dyin' Crapshooter's Blues – 4:05

## Formazione
Gruppo
- Adam Stephens - voce, chitarra, armonica a bocca
- Tyson Vogel - cori, batteria

Produzione
- John Congleton - produzione